# Zamek graniczny Janowiec
Zamek graniczny Janowiec – zbudowany w połowie XV w. nad rzeką Brzeźniczanką (Młynówką), na wschodniej granicy księstwa żagańskiego, położony na granicy trzech wsi Bobrzan, Janowca i Chich, 200 m na północ od drogi krajowej (DK 12)  prowadzącej ze Szprotawy do Żagania.

## Historia
Zamek został zbudowany w 1462 roku. W tym czasie miejscowe dobra należały do rodu von Nechern. Znanym z imienia seniorem tej linii rodu był starosta żagański Zygfryd, po którym majątek dziedziczyli Gerwazy, Franciszek oraz także Zygfryd (Seifried). Ten ostatni najprawdopodobniej wzniósł zamek, wykorzystując mury wcześniejszej, rycerskiej wieży mieszkalnej[wymaga weryfikacji?]. Dokładne rozpoczęcie prac budowlanych należy lokować w przedziale czasowym 1541-1543[wymaga weryfikacji?].
W 1593 Seifried sprzedał wsie Chichy, Bobrzany i Janowiec baronowi Dietrychowi von Kittlitz z Małomic. Z czasów Kittlitzów pochodzi wiele opisów janowieckiego zamku. W 1635 nazywa się go folwarkiem średnim, a 1680 zamkiem janowieckim (Johnsdorfer Schloss). Na początku XVII wieku majątek odziedziczył Karol von Kittlitz, a następnie jego bracia – Zygfryd i Zygmunt. W 1656 roku w zamku urządzono żagańską kancelarię rządową, kiedy w Żaganiu żniwo zbierała zaraza. W 1687 roku dobra przeszły w ręce rodziny von Redern, a od 1778 do 1945 roku były w posiadaniu rodziny zu Dohna, władającej Małomicami i Chichami.
Po II wojnie światowej zamek był użytkowany przez Państwowe Gospodarstwo Rolne. W 1960 padł ofiarą pożaru i został opuszczony. Pożar nie strawił budowli doszczętnie. W latach 1979–1980 dawną rezydencję zabezpieczono z funduszy konserwatorskich. W 1983 zabytek przeszedł w ręce prywatne i rozpoczęto w nim prace remontowo–adaptacyjne. Obecnie ruina. Obiekt wpisany do rejestru zabytków.

## Architektura
Można wyodrębnić dwie fazy budowy zamku. Pierwsza pochodzi zapewne z końca XV wieku. Wówczas była to budowla trójskrzydłowa, zamknięta od strony wschodniej murem z bramą. Od strony dziedzińca, przy skrzydle zachodnim znajdował się dwuarkadowy krużganek, zajmujący przyziemie oraz piętro. W połowie XVI wieku zamek przebudowano, przekształcając go w typ siedziby renesansowej. Część wschodnią zabudowano skrzydłem mieszczącym w parterze bramę przejazdową. Zmieniono formę okien nadając im kształt kwadratu ujętego profilowaną opaską z gzymsem. Ostatnie przebudowy miały miejsce w XIX i XX wieku. Obecnie zamek otoczony suchą fosą ma kształt czworoboku o wymiarach 26 × 23 m o wybrzuszonych ścianach z wewnętrznym dziedzińcem. Dwukondygnacyjną bryłę przykrywał dach o dwóch spadkach nad każdym skrzydłem o pokryciu dachówką ceramiczną karpiówką (obecnie dachu brak). Wejście na prostokątny dziedziniec prowadzi przez bramę w elewacji wschodniej. Brama jest dwuprzęsłowa, sklepiona krzyżowo, tynkowana. Z dziedzińca wejście wiedzie do skrzydła zachodniego i południowego. Piwnice są dwie i przebiegają pod skrzydłem północnym. W skrzydle południowym znajduje się klatka schodowa, przesunięta z osi środkowej w kierunku zachodnim. Schody są dwubiegowe z podestem, a stopnie wykonane z piaskowca. Po obu stronach schodów rozplanowano poszczególne izby. W narożniku południowo-zachodnim jest tylko jedna, duża sala, zamknięta stropem belkowym – obecnie w szczątkowym stanie. Część wschodnią skrzydła południowego zajmuje pięć rozłożonych niesymetrycznie sal. Skrzydło zachodnie zajmują trzy sale, z których dwie zamknięte zostały sklepieniem gwiaździstym. W skrzydle południowym dominuje duże pomieszczenie zamknięte kolebkowo. Sklepienie wspiera się na umieszczonym centralnie, siedmiobocznym słupie. Pozostałe są mniejsze, zamknięte sklepieniami sieciowymi, krzyżowymi lub stropami belkowymi. Elewacja wschodnia, frontowa jest ośmioosiowa. Osie skrajne przypadają na narożne wykusze. Budynek nie posiada zachowanej stolarki okiennej ani drzwiowej, brak dachu, elewacje są pozbawione większej części tynków. Mury zamku wzniesione zostały z cegły na kamienno-ceglanych fundamentach.

## Charakter graniczny
W 1413 ze struktury księstwa głogowskiego zostało trwale wydzielone nowe – żagańskie, którego wschodnia granica opierała się częściowo na rzece Młynówce. Opis i rys granicy pomiędzy tymi księstwami z 25 września 1560 przecina w poprzek przyzamkowy folwark i wiąże ją bezpośrednio z ziemnymi urządzeniami granicznymi, tj. Wałami Śląskimi.
Główna siedziba Nechernów leżała w księstwie żagańskim, ale jeden z braci, mianowicie Seifried, zamieszkiwał na terenie księstwa głogowskiego (kilka metrów od granicy z księstwem żagańskim). Jednak by wszyscy bracia otrzymali całe należne im po ojcu lenno, Seifried musiał się zobowiązać do przeniesienia swojej siedziby na stronę żagańską. Stąd w bezpośrednim sąsiedztwie rycerskiej wieży mieszkalnej w Janowcu powstał zamek.